# 高彥鳴
高彥鳴教授(BBS，JP，1952年—2012年4月19日)，前香港教育局課程發展委員會主席兼香港科技大學化學工程及生物分子工程學系兼任教授。

## 生平
高彥鳴生於香港，幼稚園到高中階在香港培正中學就讀，其後畢業於美國威斯康辛大學麥迪遜分校及史丹福大學博士(與大家樂首席執行官羅開光同一實驗室工作)。

## 學術生涯
- 美國卡內基美隆大學協理副校長暨化學工程系教授
- 香港科技大學創校教授(1991年)
- 香港城市大學副校長（本科生教育）兼輔導長暨化學講座教授 (1998年至2005年)
- 香港科技大學學術副校長（首席副校長）資深顧問、工學院工程教育創新中心主任，暨化學及生物分子工程學系兼任教授 (2005年至2012年)

## 公職
- 行政長官卓越教學獎顧問評審團[2]
- 香港教育局課程發展委員會主席

## 著作
- 《啟導人師》出版社：香港城市大學出版社[3]

## 以其姓名命名的事物
- 香港城市大學高彥鳴盃[4]
- 香港科技大學高彥鳴教授朋輩輔導員獎學金

## 外部連結
- Memorial to Professor Edmond Ko （页面存档备份，存于）